# Huolongping (sockenhuvudort i Kina, Hubei Sheng, lat 29,84, long 108,72)
Huolongping (kinesiska: 活龙坪, 活龙坪乡) är en sockenhuvudort i Kina. Den ligger i provinsen Hubei, i den centrala delen av landet, omkring 540 kilometer väster om provinshuvudstaden Wuhan. Antalet invånare är 29 982. Befolkningen består av 14 738 kvinnor och 15 244 män. Barn under 15 år utgör 23,0 %, vuxna 15-64 år 66 %, och äldre över 65 år 10,0 %.
Runt Huolongping är det ganska tätbefolkat, med 192 invånare per kvadratkilometer. Närmaste större samhälle är Wendou, 14,1 km väster om Huolongping. I omgivningarna runt Huolongping växer i huvudsak blandskog.
Genomsnittlig årsnederbörd är 1 590 millimeter. Den regnigaste månaden är maj, med i genomsnitt 292 mm nederbörd, och den torraste är december, med 19 mm nederbörd.